# اچ. آلن اور
اچ. آلن اور (انگلیسی: H. Allen Orr؛ زادهٔ ۱۱ ژوئیهٔ ۱۹۶۰) دانشمند در زمینه زیست‌شناسی فرگشتی اهل ایالات متحده آمریکا است.
وی همچنین برندهٔ جوایزی همچون کمک‌هزینه گوگنهایم شده‌است.